# Triángulo Fúser
Triángulo Fúser. La despechada, poética y fantasmagórica vida de Ernesto antes del Che es una novela del escritor ecuatoriano Ernesto Carrión, publicada en 2023 por la editorial Seix Barral. La obra aborda desde la ficción y la investigación histórica el paso por Guayaquil en 1953 del revolucionario argentino Ernesto Guevara, más conocido como el Che, y su conexión con el grupo de intelectuales guayaquileños LGBT a los que frecuentó durante su tiempo en la ciudad.
Carrión inició la escritura de la obra en 2011 y para 2015 decidió dividirla en tres partes. Las dos primeras fueron publicadas como novelas individuales en 2016 con los títulos Tríptico de una ciudad y Ciudad pretexto. La tercera parte, Ciudad de fondo, apareció por primera vez en Triángulo Fúser.
Además de intentar dilucidar los hechos más importantes en la vida del Che durante su estadía en la ciudad, la obra presenta como hipótesis la posible bisexualidad del revolucionario argentino.

## Argumento

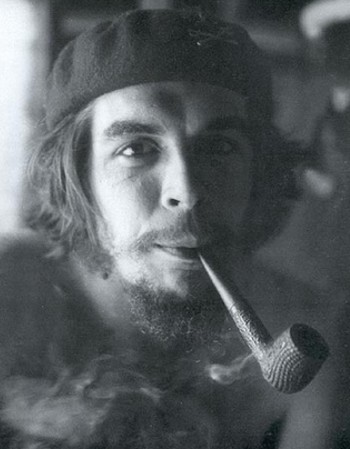
Fotografía del Che Guevara en 1958, aproximadamente cinco años después de su paso por Guayaquil.

La obra inicia con la sección Tríptico de una ciudad, que tiene como protagonistas a Pablo Paredes y Mariano Torres, dos estudiantes universitarios que, como parte de un proyecto para su clase de cine, deciden trabajar en la creación de un documental sobre la vida de las personas trans en Guayaquil e investigar el paso del Che Guevara por la ciudad en 1953, con miras a crear un guion cinematográfico sobre el hecho.
Aunque al principio parecen ser temas diferentes, pronto empiezan a conectarse. Del lado del documental, su búsqueda devela la ola de violencia que sufrían las mujeres trans en Guayaquil víctimas de ataques de odio; mientras que la investigación sobre el Che se vuelve confusa ante los testimonios contradictorios que parecen sugerir que el Che habría vivido una doble vida en la ciudad: una con sus acompañantes argentinos y otra con un grupo de intelectuales LGBT de la ciudad, entre ellos Jorge Maldonado Renella y José Guerra Castillo.
La segunda parte, Ciudad pretexto, relata un encuentro imaginario entre Guevara y el escritor estadounidense homosexual William Burroughs, quien visitó Guayaquil para buscar ayahuasca el mismo año en que lo hizo el argentino, encuentro en que ambos dialogan sobre sus formas de ver el mundo.
Ciudad de fondo, la última parte de la obra, retoma los personajes de Tríptico de una ciudad para continuar la historia de Mariano, quien varios años después de su primera aparición prosigue con la investigación sobre el tiempo del Che en Guayaquil y escribe el guion cinematográfico al respecto, que luego empieza a filmar. Tras marcharse de Guayaquil, el Che viaja a América Central y se convierte en héroe de la Revolución cubana. Años después, Cristóbal Garcés, uno de sus amigos de Guayaquil, lo visita en La Habana, pero el hecho produce comentarios negativos. Para evitar rumores, el Che empieza a adoptar una personalidad en extremo homofóbica y se inicia una persecución atroz contra las personas LGBT en Cuba.
Tiempo después llega David Ledesma Vásquez a La Habana, un joven poeta homosexual que también había conocido a Guevara en Guayaquil y que había sufrido por años la homofobia de su familia. A pesar de ser un ferviente partidario del comunismo, Ledesma es encarcelado por homosexual y el Che se niega a recibirlo. Posteriormente es liberado y regresa desilusionado a Guayaquil, donde tres semanas después se suicida.

## Escritura
El interés de Carrión por la figura del Che inició en su juventud, luego de la lectura de Notas de viaje, uno de los diarios del argentino. La escritura de la obra inició en 2011, pero su longitud lo llevó a decidir en 2015 a dividir el libro en tres partes. Al año siguiente se publicaron como novelas individuales Tríptico de una ciudad y Ciudad pretexto, de la mano de la editorial Manzana Bomb! Ediciones.
Además de la historia del Che en Guayaquil, Carrión decidió usar el hecho como un pretexto para explorar en la obra eventos en la vida de algunos personajes LGBT que de alguna forma estuvieron conectados con él, como David Ledesma Vásquez, Allen Ginsberg y William Burroughs. Carrión incluyó así mismo personajes ficticios aparecidos originalmente en su novela Incendiamos las yeguas en la madrugada (2017). En una escena de esa novela, los protagonistas van a un prostíbulo en compañía de unos adolescentes pertenecientes a la clase alta guayaquileña, los mismos que reaparecen en Triángulo Fúser como parte del grupo de atacantes que cometían crímenes de odio contra mujeres transgénero.
De acuerdo al autor, algunos aspectos de la visita del Che a Guayaquil ya habían sido explorados por el periodista y dramaturgo José Guerra Castillo, quien relata el hecho en su libro 43 días inolvidables en Guayaquil y donde incluye una fotografía del argentino en la ciudad.

## Recepción y legado
La novela fue una de las nueve obras presentadas para competir en la edición de 2024 del Premio Real Academia Española, para lo cual necesitó recibir tres muestras de apoyo, ya sea de miembros numerarios de la institución o sus filiales o de ganadores anteriores del galardón.
En su reseña publicada en diario El Universo, la crítica literaria Cecilia Ansaldo se refirió de forma positiva al libro, en particular a la tercera parte, que calificó de «totalidad que envuelve en un homenaje a Proust». También destacó el empleo de distintos registros narrativos, como el guion cinematográfico incluido en el libro. El escritor Pablo Cuvi, en un artículo publicado en el medio digital Primicias, también elogió el libro y señaló que el hecho de que hubiera abordado la figura del Che de forma exitosa abría las puertas internacionales a la literatura ecuatoriana.
El crítico Wilfrido H. Corral calificó a la obra como «novela-ensayo» y afirmó que representaba un «tour de force narrativo de una madurez de estilo y confianza insólitos». También alabó la irreverencia del autor y señaló que estaba convencido de que la obra sería relevante por décadas. El investigador español Carlos Ferrer, por el contrario, se expresó de forma negativa de las dos primeras partes, que tildó de «irregulares» y de «ejercicio paronomástico», además de criticar errores en la edición, como el uso incorrecto de mayúsculas, falta de comas, acentos, entre otros.
En 2019, Carrión anunció que algunas tramas de la obra serían adaptadas a la televisión en una serie que llevaría por nombre Ciudad pretexto. La serie, dirigida por Mario Díaz y con actores como Doménica Menessini y Ricardo Velasteguí, adapta las secciones de Tríptico de una ciudad que narran los ataques transfóbicos contra personas trans guayaquileñas a manos de una pandilla de adolescentes de clase social alta en la década de 1990.